# 竹浪祥一郎
竹浪 祥一郎（たけなみ しょういちろう、1923年-　）は、日本の経済学者、桃山学院大学名誉教授。
青森県北津軽郡板柳町出身。弘前中学校（現青森県立弘前高等学校）、旧制弘前高等学校卒、1947年東京帝国大学（現・東京大学）経済学部卒、大学院、東京大学社会科学研究所助手、中部日本新聞の記者をへて、1963年桃山学院大学経済学部助教授、1965年教授、1969年経済学部長、図書館長、1992年定年退任、名誉教授。

## 著書

### 単著
- 『素晴しい瞬間を』津軽書房 1980
- 『入門社会主義経済学』実教出版 1984
- 『続・素晴しい瞬間を』津軽書房 1990

### 共編著
- 『経済学全集 第21 社会主義経済』岡稔、山内一男共編 筑摩書房 1968
- 『ソ連紙で読むソビエト社会の実態 ゴルバチョフ革命でいま何が起きているのか』編著 PHP研究所 1987

### 翻訳
- ロドフ『太平洋をめぐる日米財閥』小山博也共訳 岩崎書店 社会科学全書 1953
- ロドフ『太平洋戦争前史 日米独占資本の争覇』小山博也共訳 岩崎書店 社会科学全書 1953
- 『日本帝国主義の歴史と本質』小山博也共訳編 岩崎書店 知識文庫 1954
- ソ同盟科学院経済学研究所編『ソヴェト工業経済学』東洋経済新報社 1957‐58
- ソ連邦ゴスプラン経済研究所『米ソの経済競争 理論・分析・展望』合同出版社 1960
- ソ連科学アカデミー世界経済国際関係研究所編『現代資本主義の諸問題 ヴァルガ生誕八〇周年記念論文集』池田頴昭共訳 合同出版社 1961
- オスカー・ランゲ『計量経済学入門』日本評論社 1964
- オスカー・ランゲ『政治経済学 第1 (一般的諸問題)』合同出版社 1964
- ミハイル・カレツキ『社会主義経済成長論概要』日本評論社 1965